# Joyaux de l'empire d'Autriche
Pour les articles homonymes, voir Joyaux de la couronne.

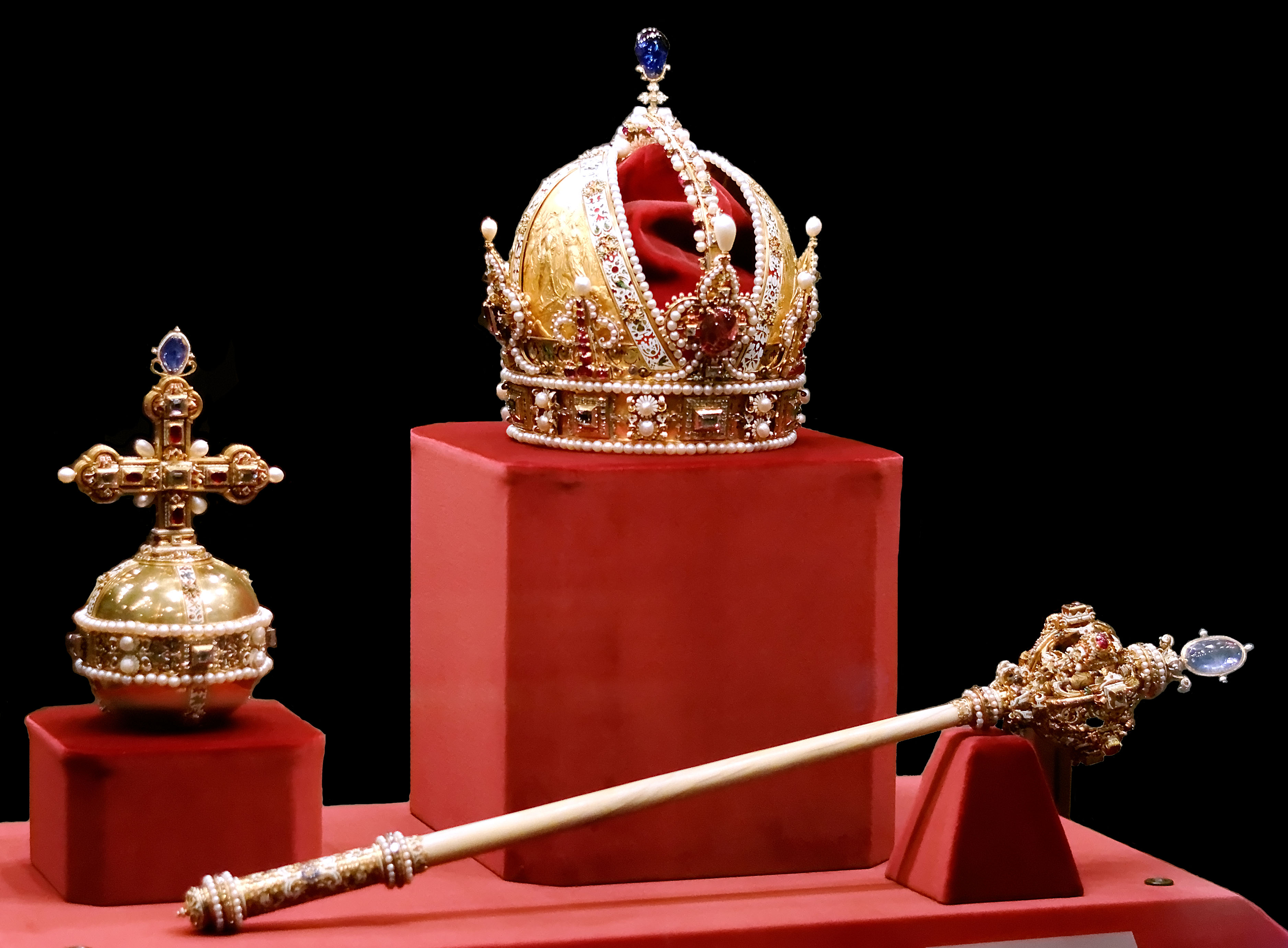
Orbe, couronne et sceptre de l'empire d'Autriche

Les joyaux de l'empire d'Autriche sont un ensemble d'insignes et d'ornements utilisés par les empereurs du Saint-Empire romain germanique, de l'empire d'Autriche puis d'Autriche-Hongrie lors de couronnements ou de cérémonies officielles. Cela comprend de multiples objets (couronnes, sceptres, orbes, épées, anneaux, reliques et vêtements) datant d'entre le 10e et le XIXe siècle et reflétant près d'un millénaire d'histoire européenne. La plupart d'entre eux sont conservés au Trésor impérial de la Hofburg à Vienne

## Composants

### Duché puis Archiduché d'Autriche
Certaines pièces remontent à une lointaine époque où l'Autriche n'était encore qu'un petit territoire sans grande importance au sein de la mosaïque du l'Europe médiévale. Les maisons de Babenberg et de Habsbourg, margrave de ce territoire, parviennent à l'élever en duché, puis en archiduché. L'intronisation d'un nouvel archiduc n'était pas un réel couronnement, mais plutôt une prestation d'hommage (en allemand Erbhuldigung) envers le souverain. Parmi les insignes utilisées à cette occasion, on peut particulièrement remarquer :
- La couronne archiducale (Erzherzogshut) dont plusieurs exemplaires ont été fabriqués au cours de l'Histoire.
- La couronne ducale (Herzogshut) du duché de Styrie réalisée au XVe siècle et exposée aujourd'hui au musée universel de Joanneum de Graz.
- Divers objets servant lors de la cérémonie d'hommage : habit d'archiduc, dagues et clés cérémonielles, main du justice, etc.

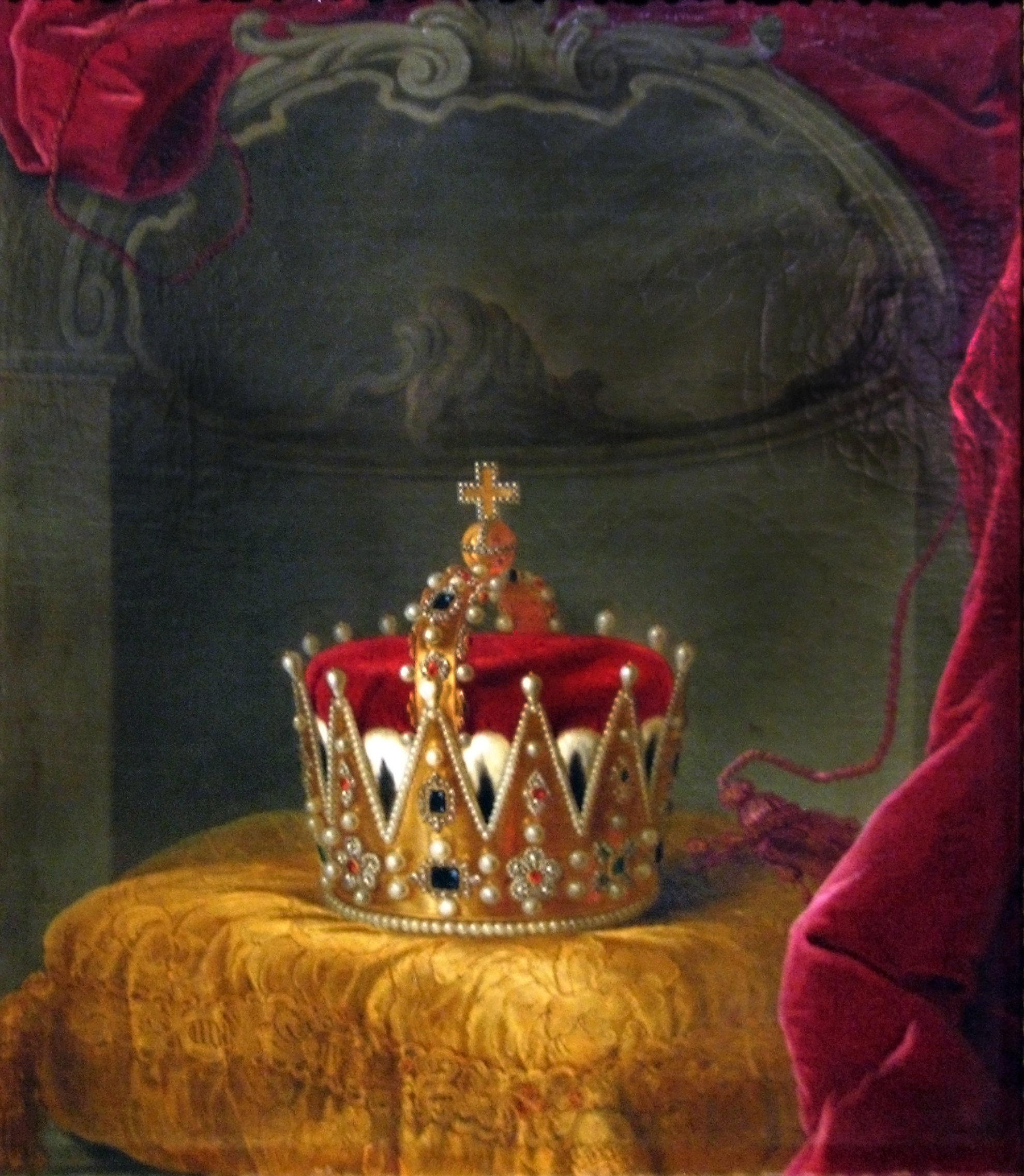
Représentation de la couronne archiducale de Joseph II
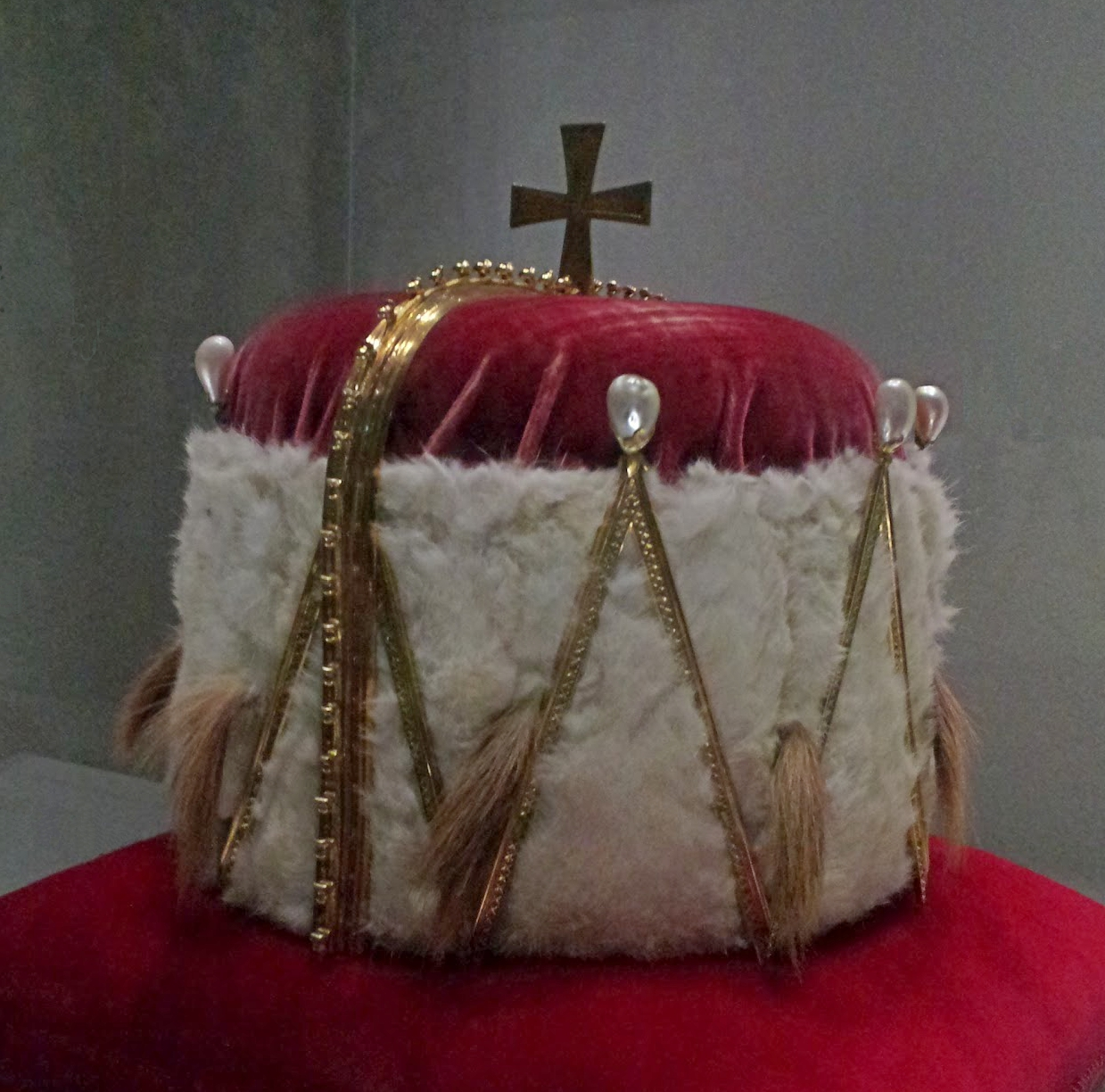
Couronne ducale de Styrie
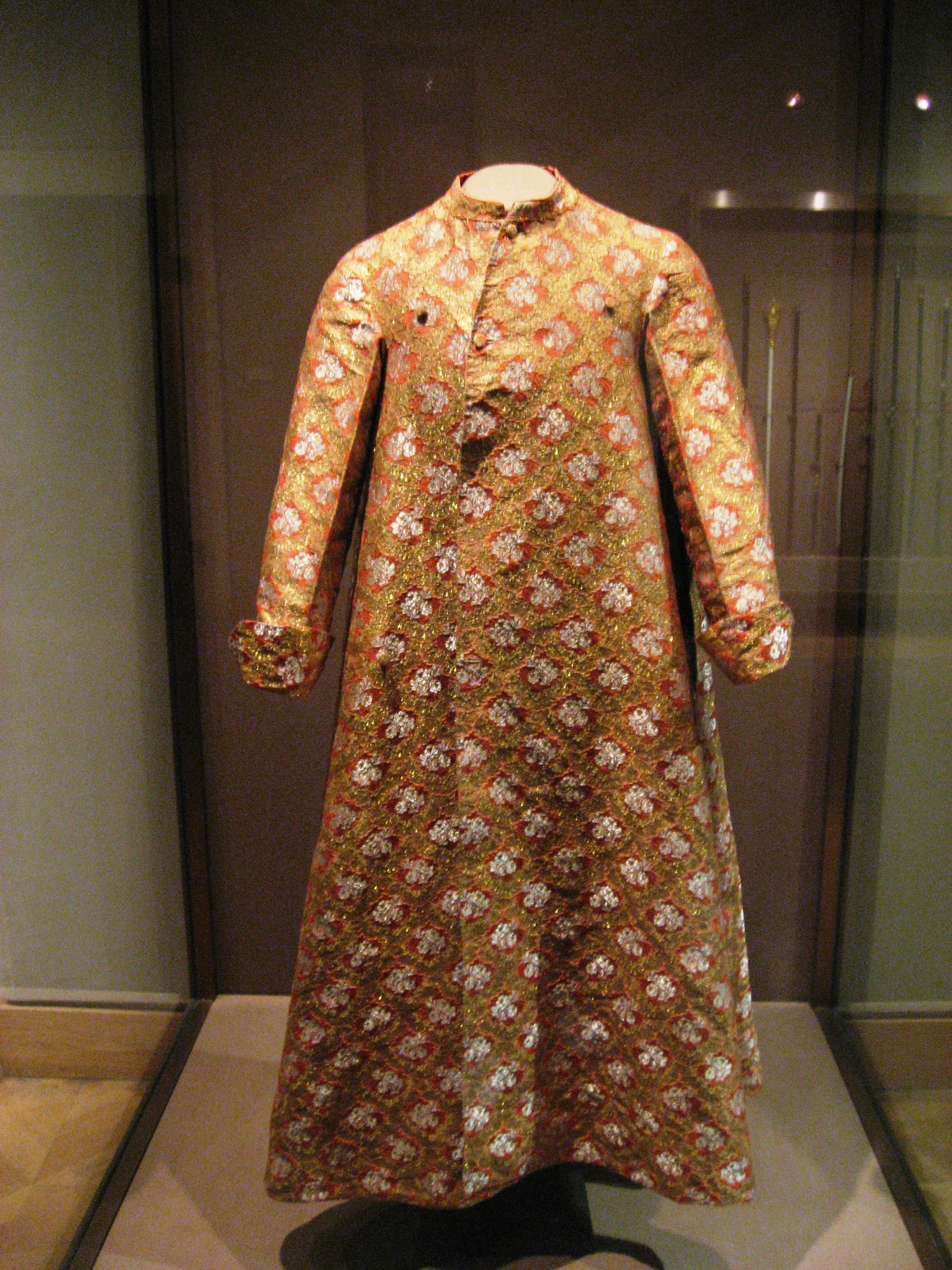
Habit cérémoniel d'archiduc

### Saint-Empire romain germanique

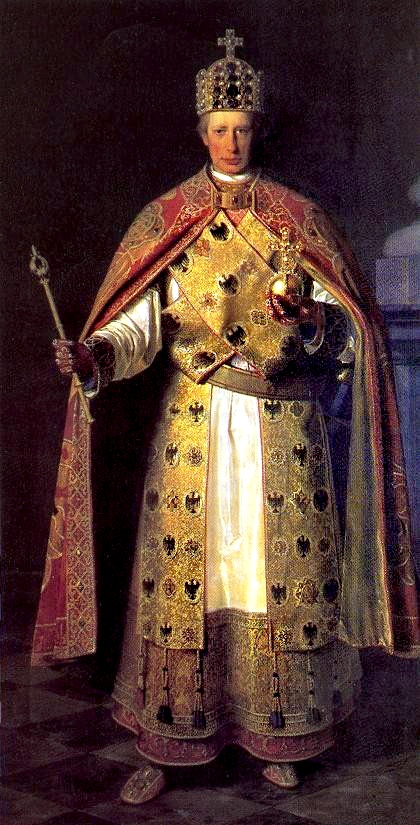
Portrait de François II, dernier empereur germanique, portant les regalia du Saint-Empire

Les regalia du Saint-Empire étaient les objets utilisés lors du couronnement des empereurs du Saint-Empire romain germanique. Après 1438, tous les empereurs germaniques étaient des membres de la maison de Habsbourg (à l'exception de Charles VII entre 1742 et 1745).
Les regalia étaient d'ordinaire conservé à Nuremberg et à Aix-la-Chapelle, mais à l'approche des troupes révolutionnaires françaises, il fut décidé en 1796 de les mettre à l'abri à Vienne. Ils s'y trouvent encore aujourd'hui, malgré la dissolution du Saint-Empire en 1806 et les tentatives des villes de récupérer la garde de ces objets. Ils ne reviendront brièvement à Nuremberg qu'après l'Anschluss et une décision d'Adolf Hitler en 1938.
Beaucoup d'objets différents et multiséculaires se trouvent parmi les regalia, mais on peut notamment y remarquer :
- La couronne du Saint-Empire (Krone der Römisch-deutscher Könige)
- L'épée impériale (Reichsschwert)
- L'orbe impérial (Reichsapfel)
- La Sainte-Lance (Heilige Lanze)
- L'Évangéliaire du couronnement (Krönungsevangeliar)
- La Bourse de Saint-Étienne (Stephansbursa)
- Le crucifix de l'Empire (Reichskreuz)
- Les vêtements du couronnement (aube, dalmatique, chausses, étoles, gants, ...)

### Empire d'Autriche
En 1804, alors que Napoléon Bonaparte devient empereur des Français, l'empereur germanique François II devient empereur d'Autriche à titre héréditaire par la patente de 1804. Après la dissolution du Saint-Empire (de facto en 1805 par le traité de Presbourg puis de jure par l'abdication de l'empereur François en 1806), il devient donc François Ier d'Autriche. De nouveaux symboles doivent être trouvés pour la monarchie hasbourgeoise, qui piochera parmi ses possessions personnelles. Les pièces revêtant une importance particulière sont :

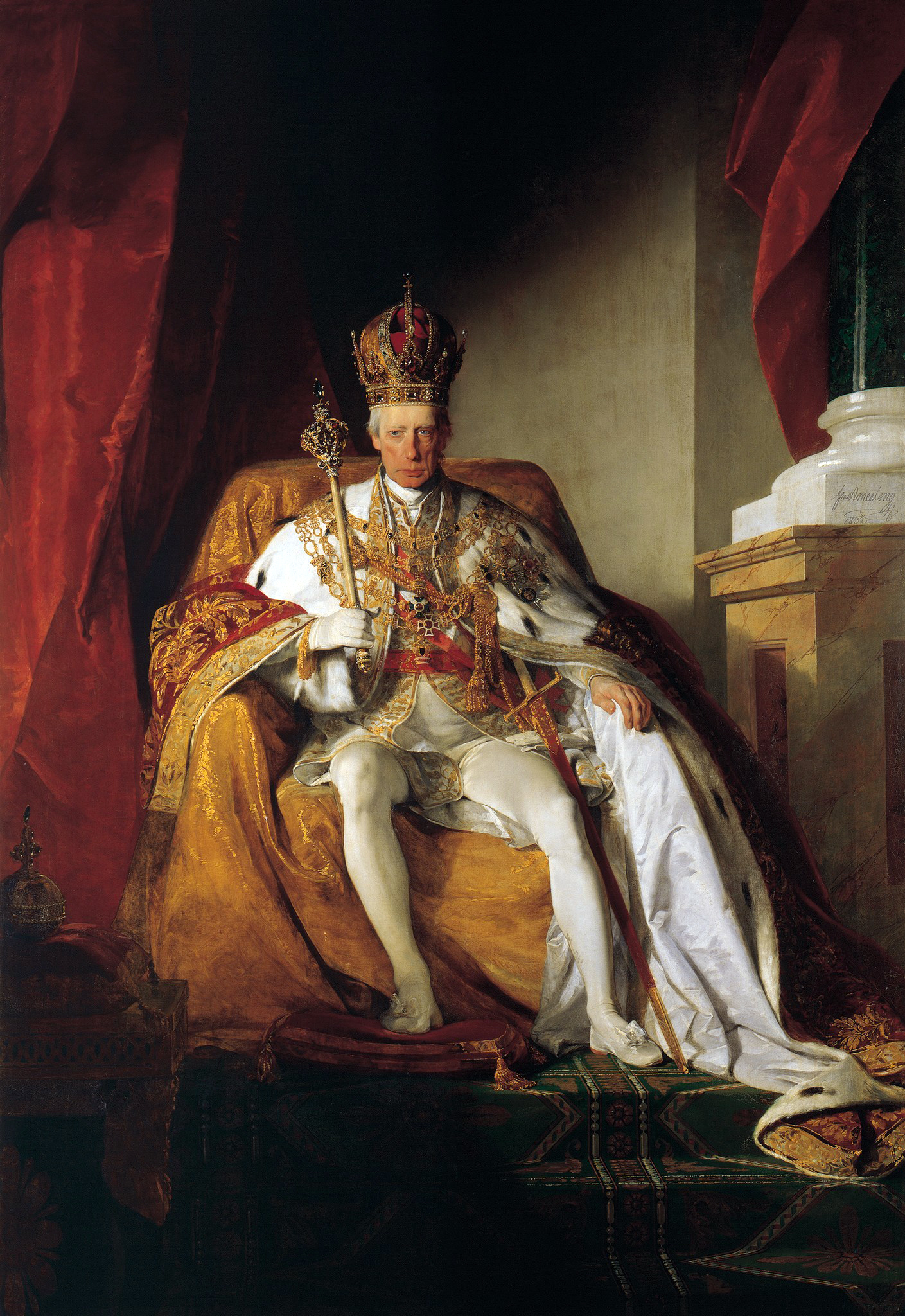
François I^{er}, premier empereur d'Autriche, portant les regalia impériaux (portait de 1832 par Friedrich von Amerling)

- La couronne impériale d'Autriche : faite d'or massif et sertie de diamants, de rubis, spinelles, saphirs et autres perles, elle est créée en 1602 à Prague comme la couronne personnelle de l'empereur Rodolphe II. En effet, comme les regalia du Saint-Empire étaient conservés à Nuremberg (sauf pour la cérémonie du couronnement), chaque empereur possédait une couronne personnelle pour les autres cérémonies officielles telles la Diète d'Empire, qui était normalement brisée à la mort de son propriétaire. Ce ne fut heureusement pas le cas de cette pièce exceptionnelle d'orfèvrerie.
- Le sceptre et l'orbe : commandés à Andreas Ochsenbruck en 1612 par Matthias Ier (frère et successeur de Rodolphe II), ils sont très semblables à la couronne en terme esthétique (notamment sur le travail de l'émail). Une particularité du sceptre est sa composition à partir d'une dent de narval (considérée à l'époque comme une corne de licorne).
- Le manteau impérial : demandé par François Ier en 1830 à l'occasion du couronnement de son fils Ferdinand comme roi de Hongrie, il est fait de velours rouge, d'hermine et de soie blanche et est doublé par un motif brodé d'or représentant des aigles bicéphales portant les armoiries de l'Autriche. la bordure est décorée de feuilles de chêne et de laurier.
- Le manteau de couronnement de Lombardie-Vénétie : réalisé en 1838 pour le couronnement de Ferdinand Ier comme souverain du royaume de Lombardie-Vénétie, ses motifs sont semblables à ceux du Manteau impérial, mais il est fait de velours orange et bleu avec des brodures d'or et d'argent, d'hermine et de dentelle. Ses bords comprennent des lignes de médaillons représentant la couronne de fer de Lombardie, et une autre bordure ornementale de feuilles de palmier, de chêne et de laurier.

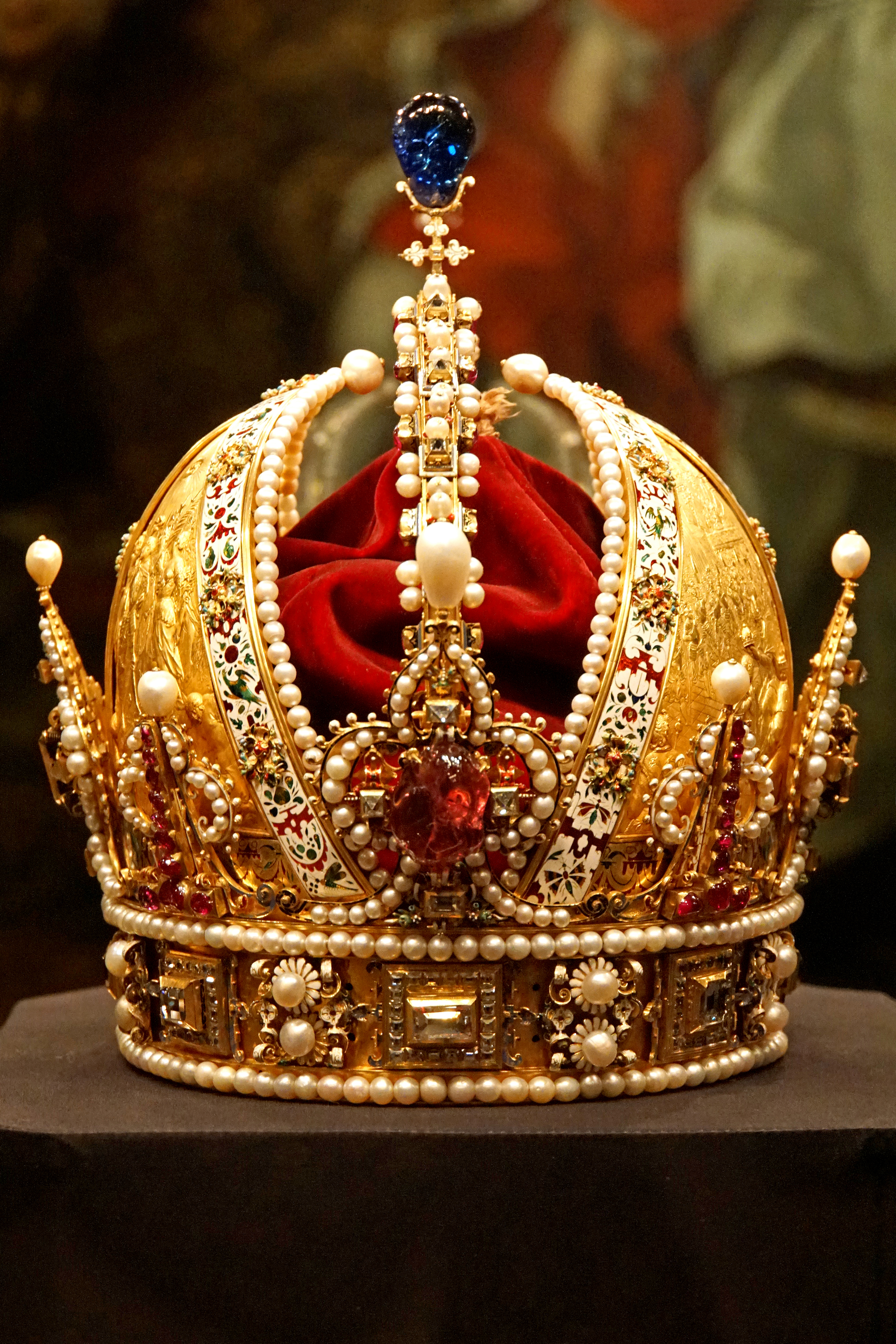
Couronne impériale
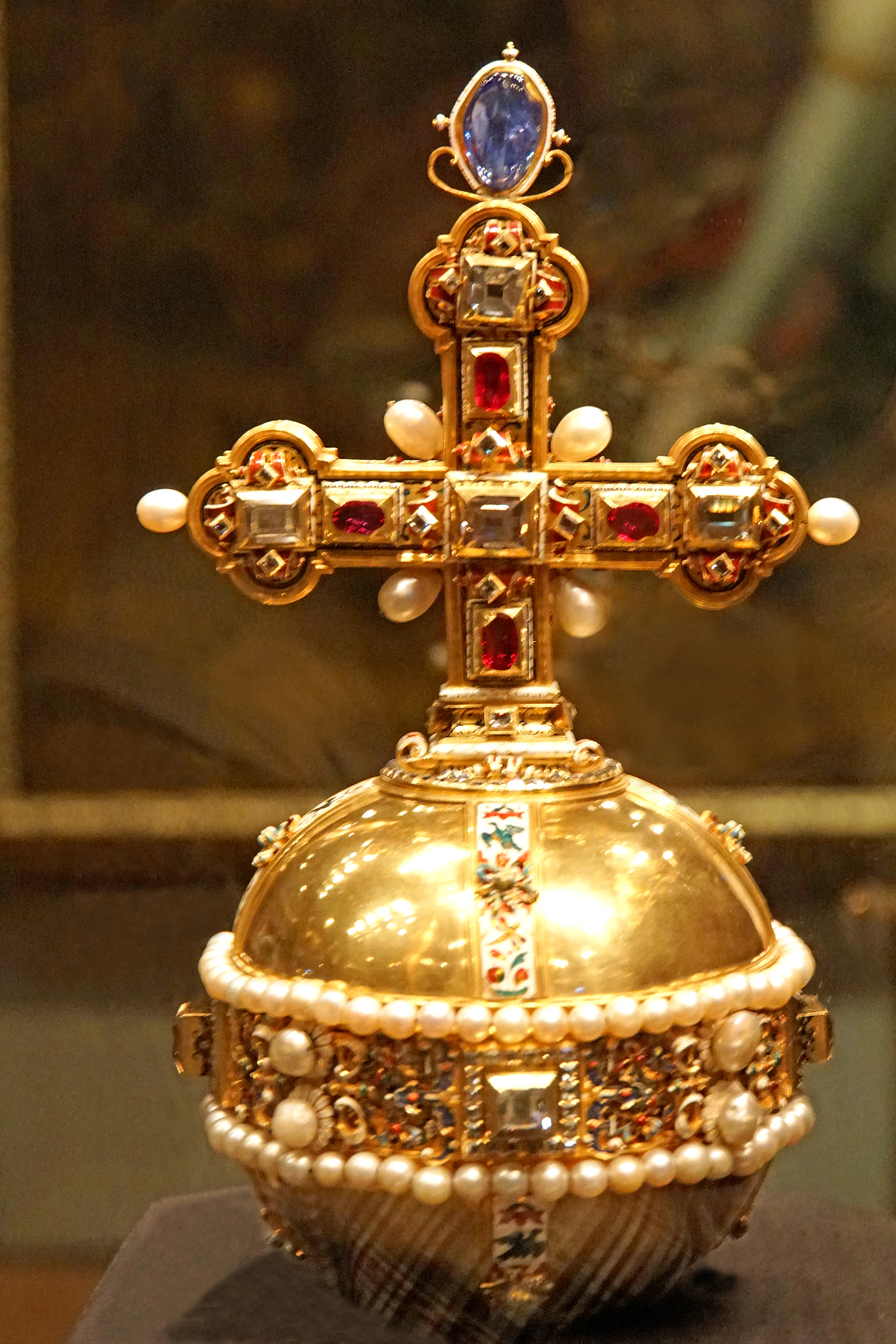
Orbe
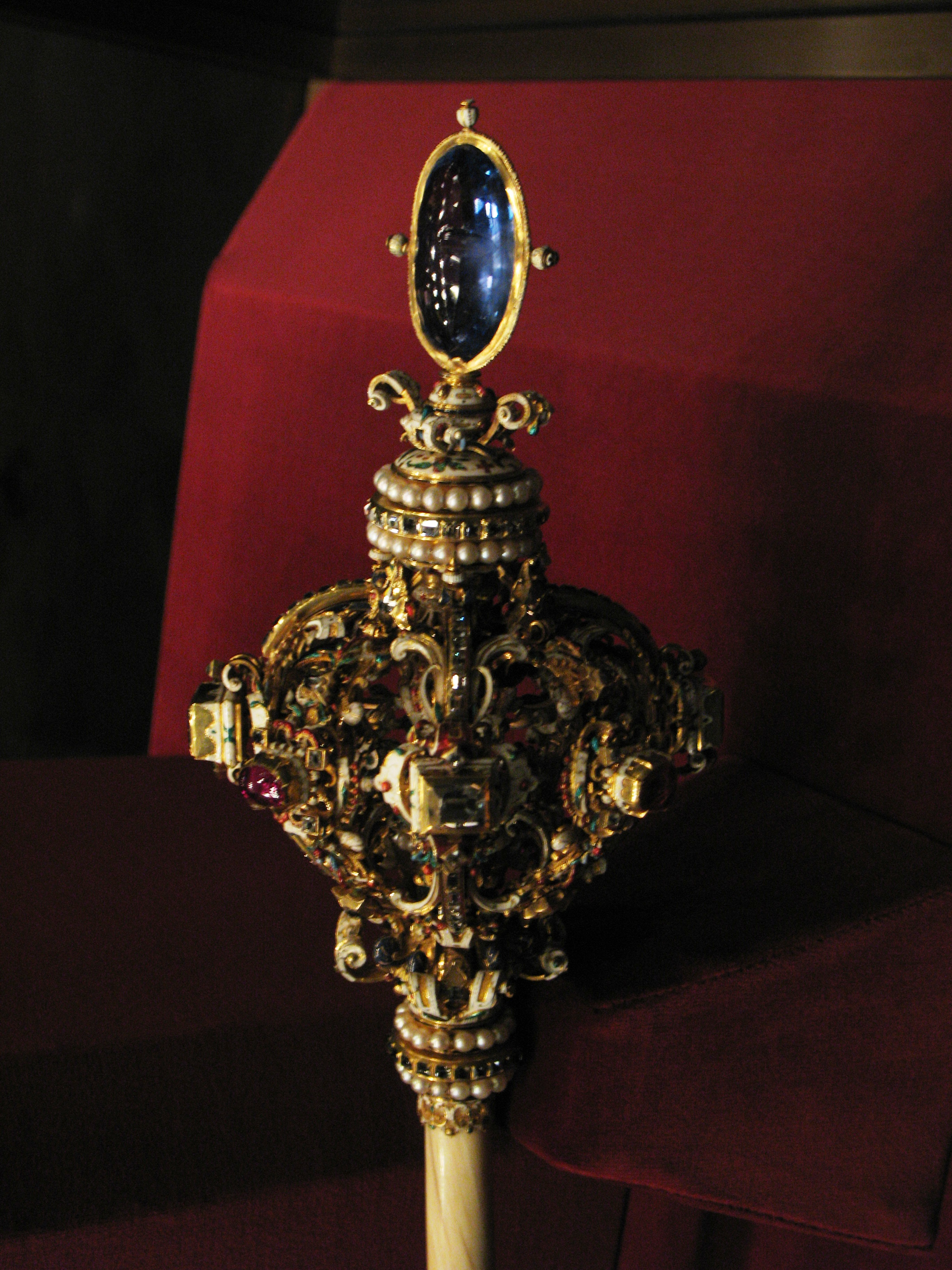
Tête de sceptre
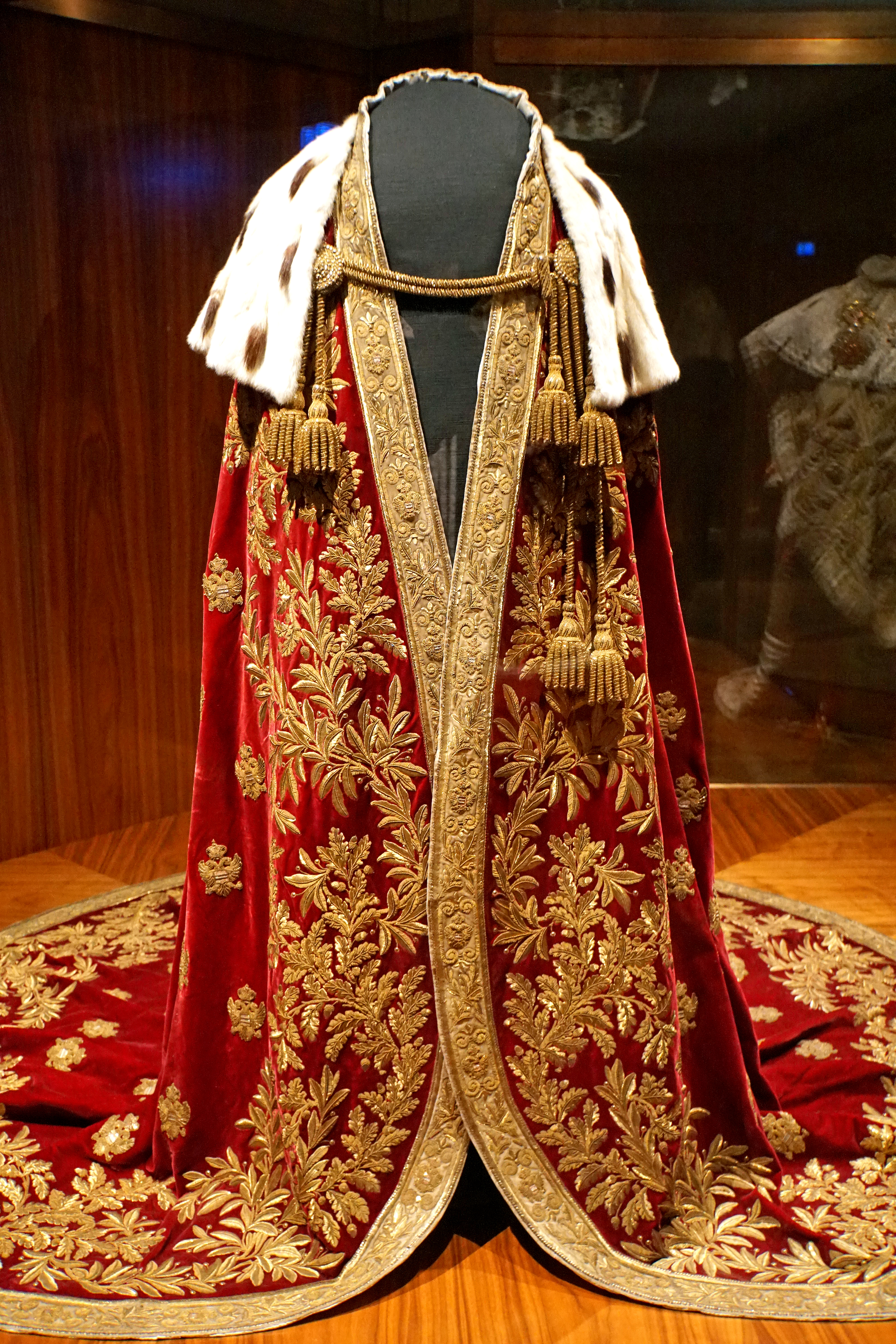
Manteau impérial
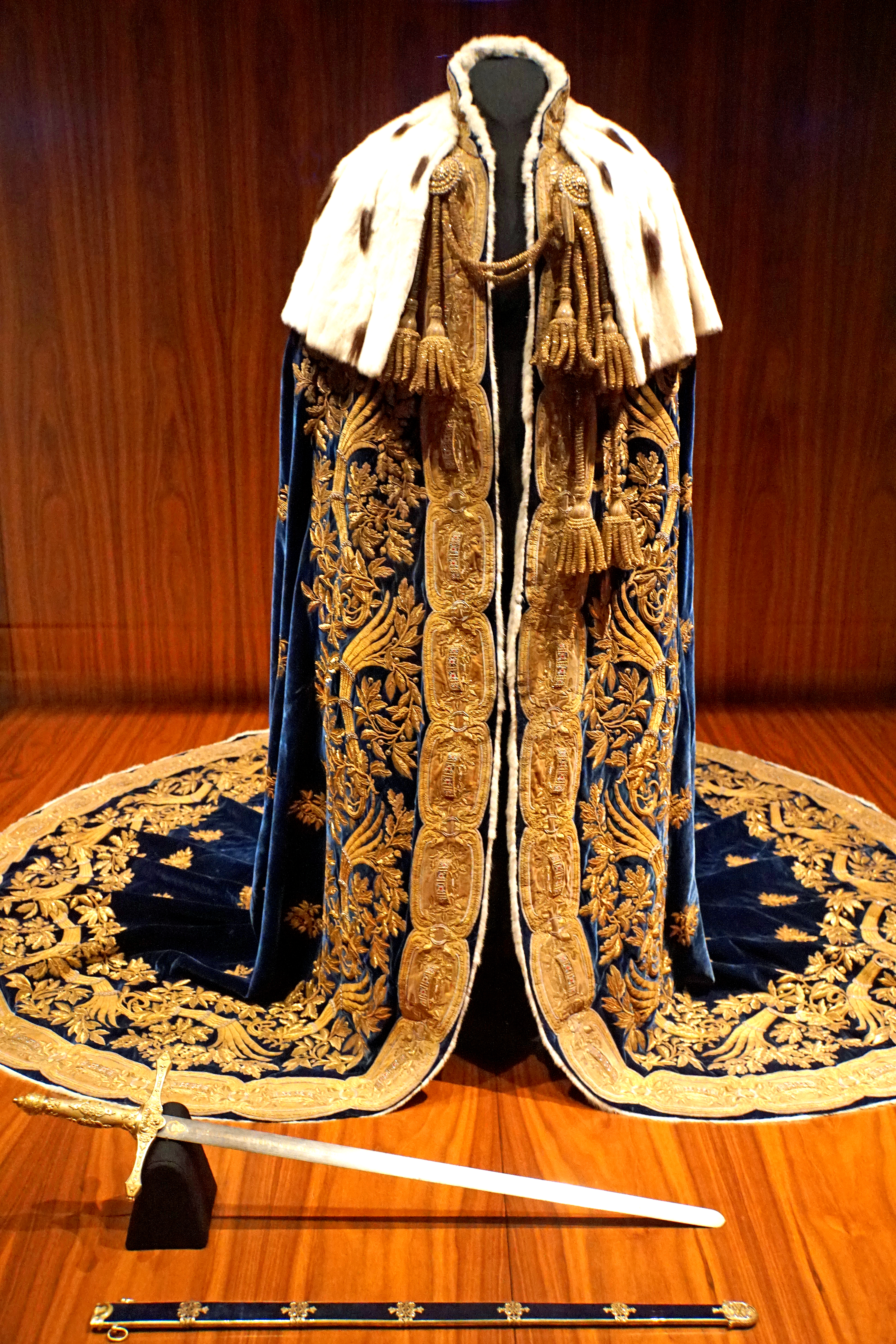
Manteau de couronnement de Lombardie-Vénétie

### Trésor sacré

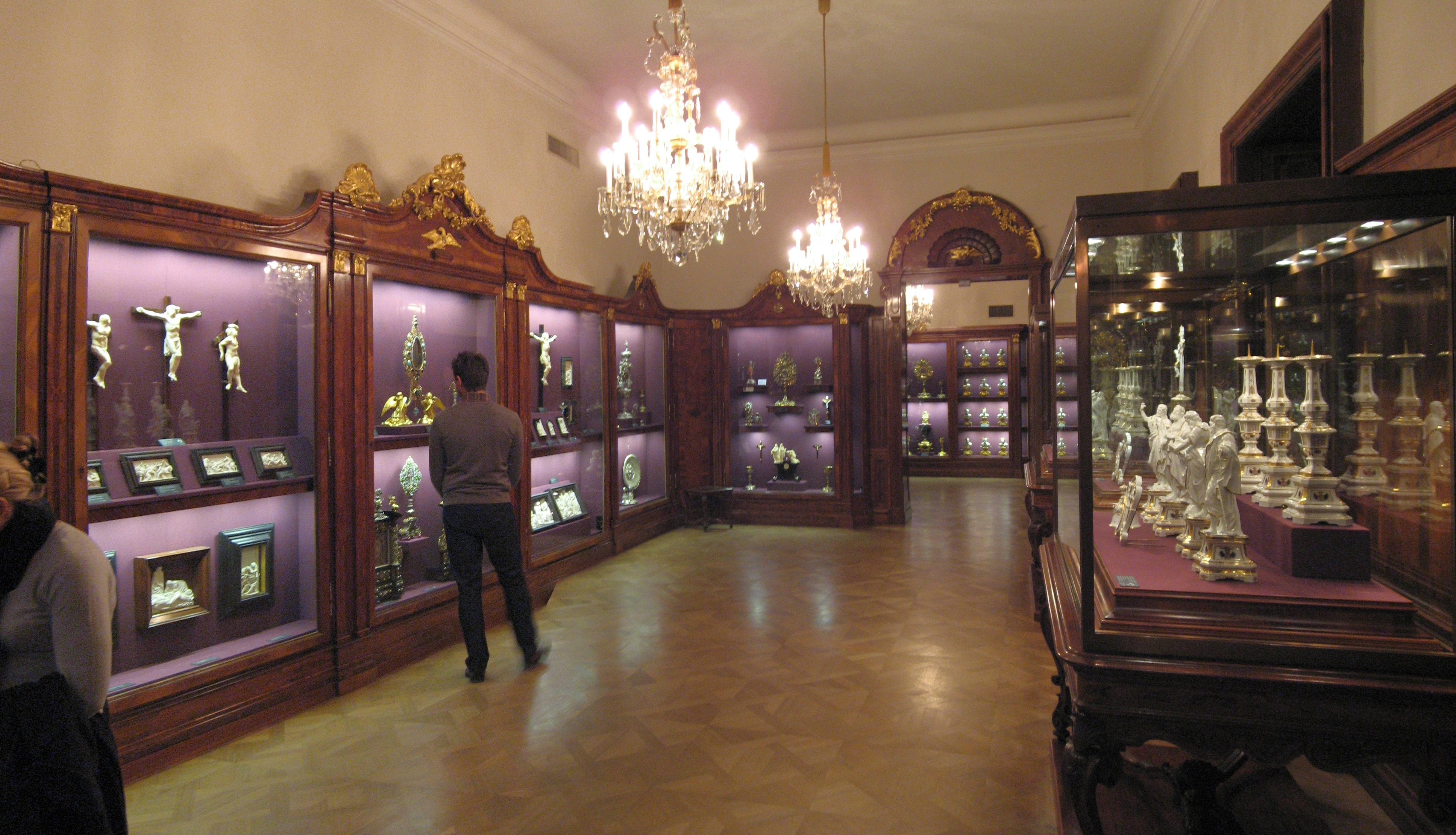
Salle d'exposition du Trésor Sacré à la Hofburg de Vienne

Le trésor sacré (Geistliche Schatzkammer) est constitué des objets à caractère religieux utilisé à la cour des Habsbourg : croix, autels, reliquaires, icônes, statues, etc. Les objets sont si nombreux que seulement un petite partie d'entre eux est exposée en permanence. On peut notamment y remarquer :
- Le reliquaire de la croix de Louis Ier de Hongrie (Reliquienkreuz König Ludwigs des Großen von Ungarn) : fait d'or, de vermeil, d'émail et de pierres précieuses, il est censé contenir des morceaux de la Vraie Croix protégé sous du cristal de roche. Il a sûrement été produit en Hongrie ou à Naples entre 1370 et 1382.
- Le reliquaire d'une épine de la couronne du Christ (Reliquienaltärchen für einen Dorn der Krone Christi) : cadeau de Charles-Emmanuel Ier, duc de Savoie, ce reliquaire du début du XVIIe siècle est constitué d'ébène, de jaspe et d'agate. Il est censé contenir une épine de la Couronne que portait le Christ lors de la Passion.
- Un clou de la Sainte Croix (Kreuznagel) : Encastré dans un reliquaire fabriqué vers 1650, ce clou est censé être celui qui perça la main droite du Christ lors de la Crucifixion. Offert probablement à l'empereur Ferdinand III, il est décoré d'une grosse émeraude gravée et porte le sceau du pape Innocent II assurant l'authenticité de la relique.
- Une corne de licorne (Ainkhürn) : considérée comme plus précieuse que de l'or, on lui attribue des pouvoirs de guérison et a servi a fabriqué le pommeau d'une épée. Elle provient sûrement en réalité à un narval.
- Des icônes en plumes (Bild aus Federn) : réalisé par un Purépechas à Pátzcuaro (Mexique) entre 1550 et 1580, il s'agit de représentations de la Vierge ou du Christ en plumes de colibris et de perroquets ayant appartenu à la collection de l'empereur Rodoplhe II.
- Le bol d'agate (Achatschale) : considéré comme une pièce-maitresse de la collection, il s'agit d'un bol creusé dans une seule agate (exceptionnelle par sa taille). Une inscription mystérieuse formant le mot XRISTO (Christ) dans le grain de la pierre au fond du bol l'a fait considérer comme "un miracle naturel" et l'a parfois fait confondre avec le Saint Graal.

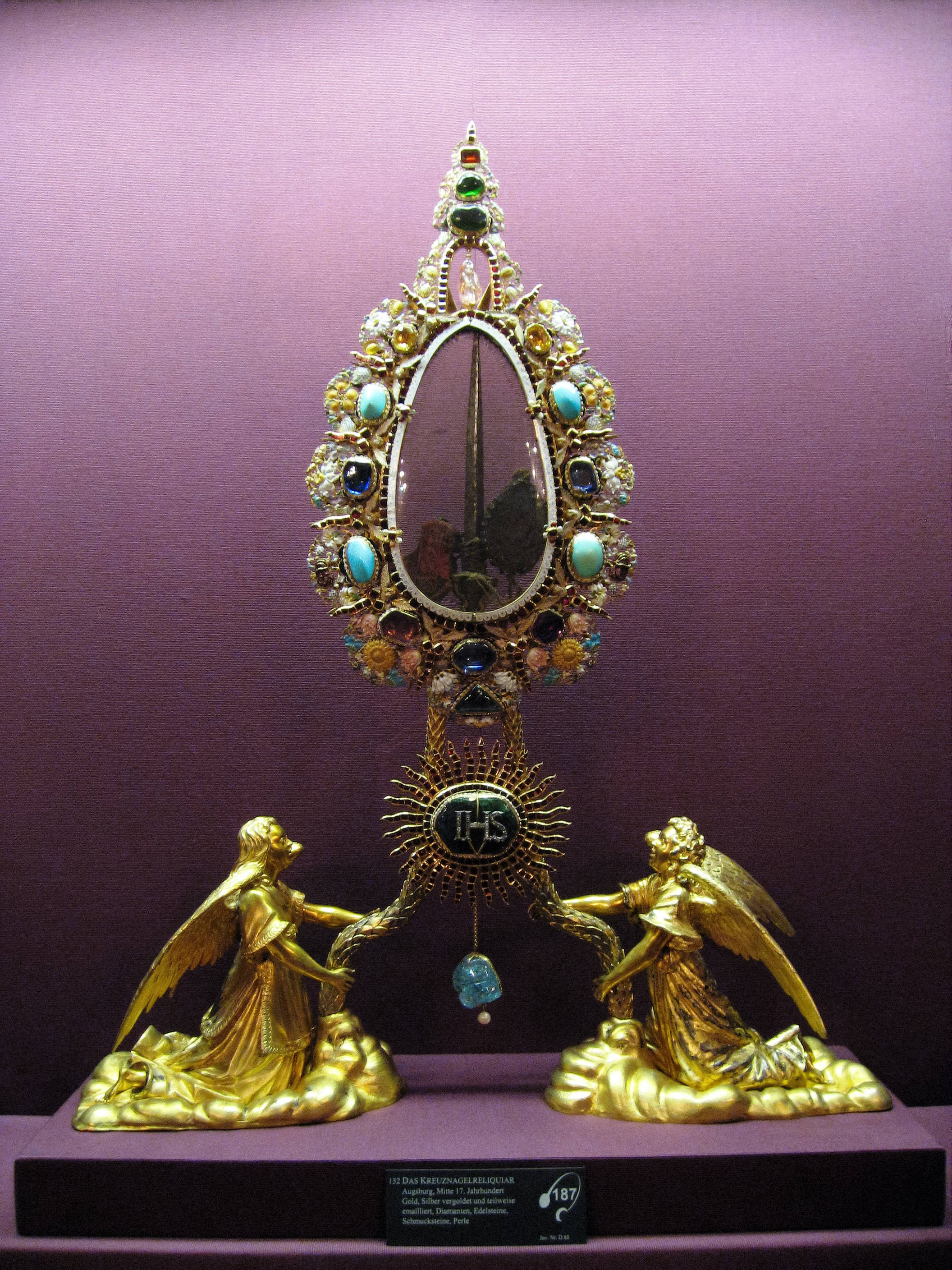
Clou de la Sainte Croix
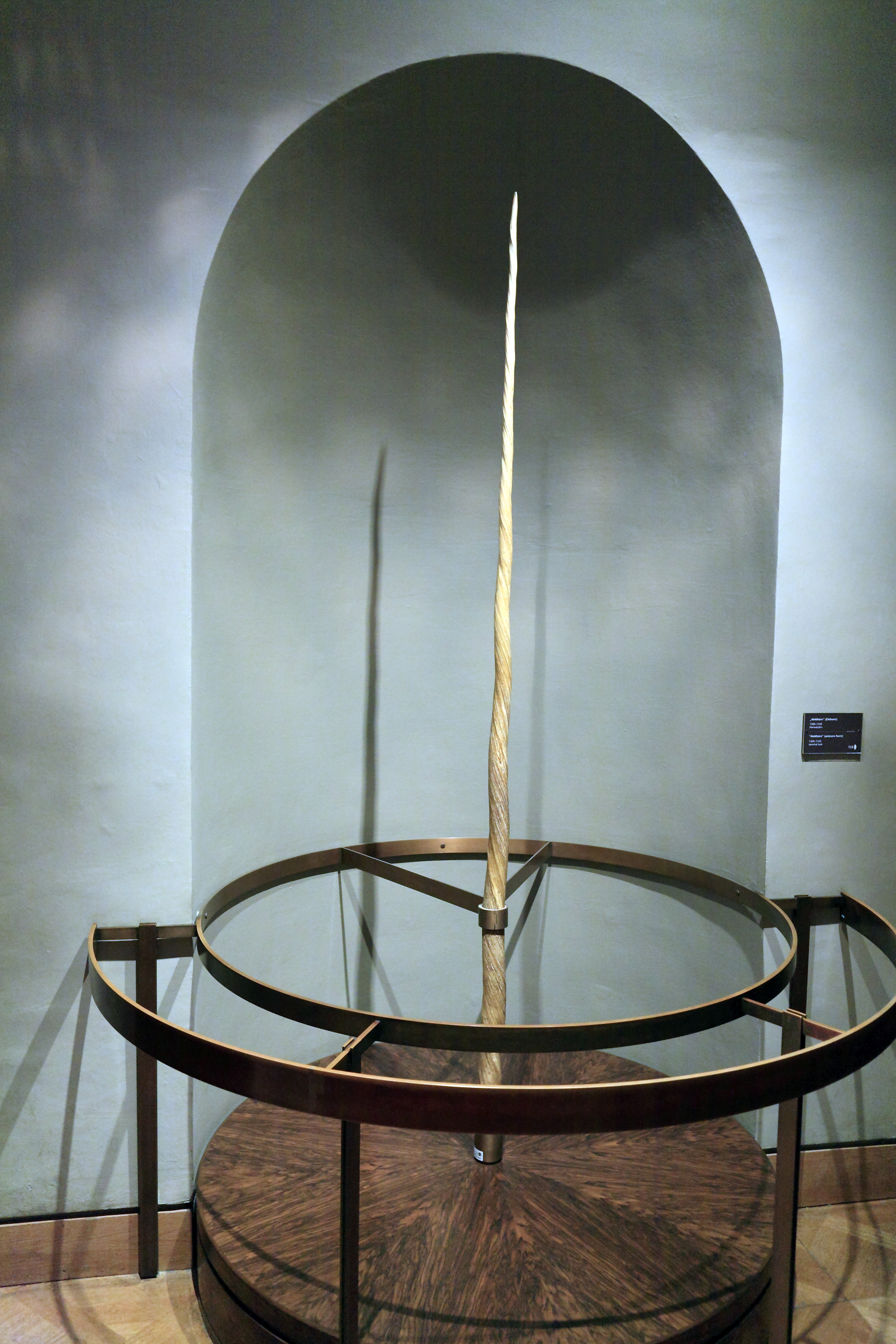
Corne de licorne
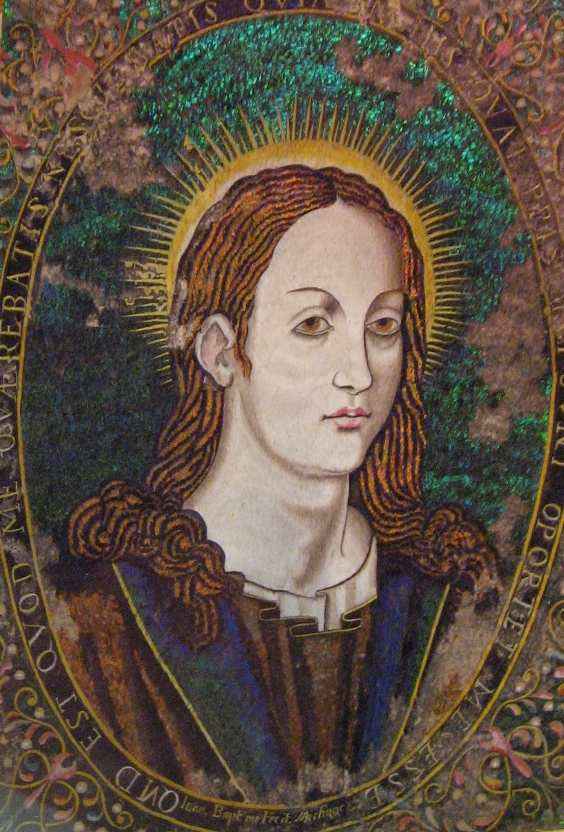
Représentation du Christ en plumes
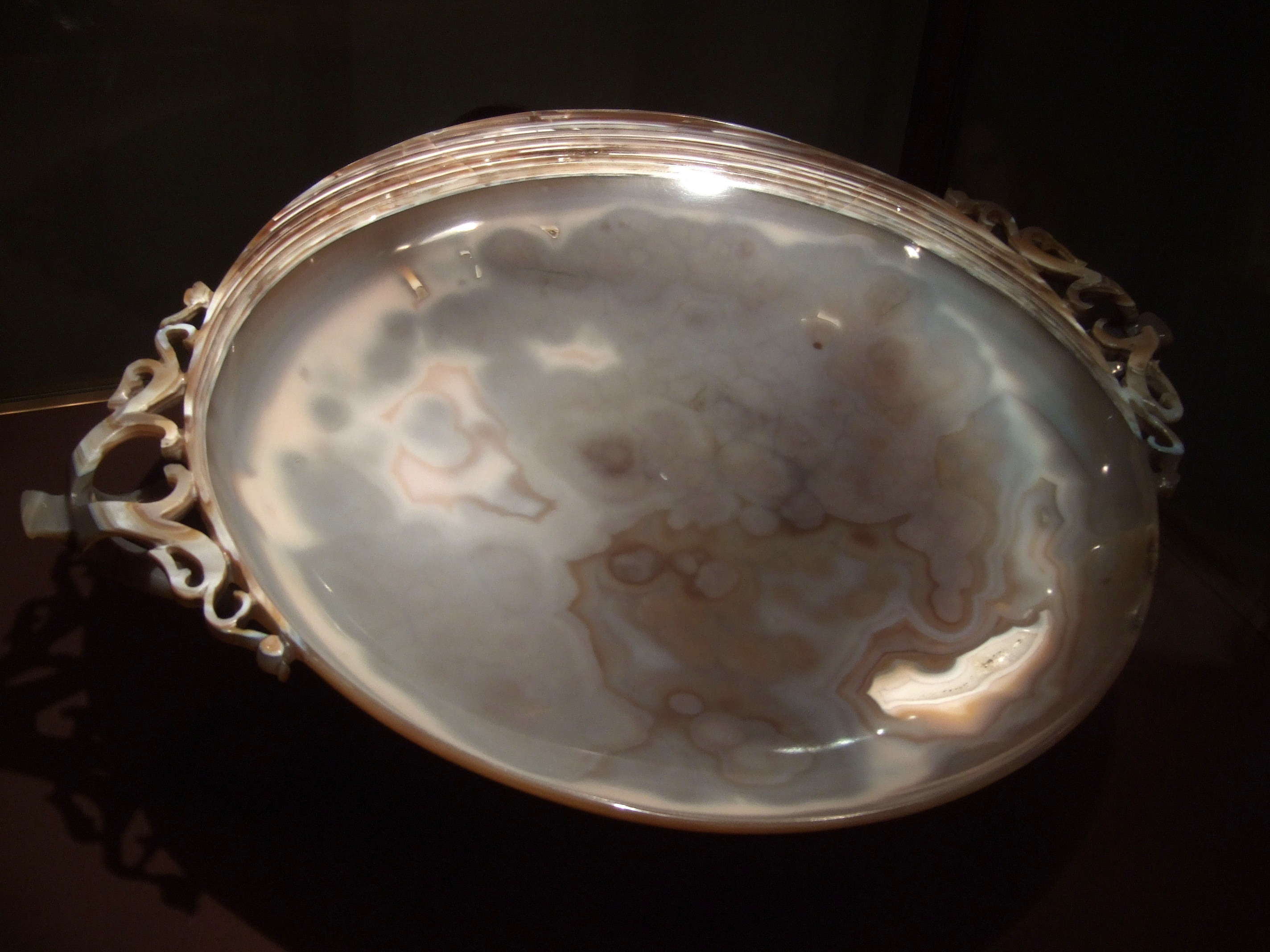
Bol d'agate

### Autres objets notables
- Le berceau du roi de Rome (Thron-Wiegenbett des Königs von Rom) : commandé en 1811 par la ville de Paris comme cadeau pour la naissance du fils de Napoléon Bonaparte et Marie-Louise d'Autriche (fille de François Ier), il sera transporté à Vienne en 1814. Il s'agit en fait plus d'un élément d'apparat que d'un objet pratique, comme le prouve ses composants (vermeil, nacre, or, argent, velours, soie, tulle, ...) et sa décoration symbolique très chargée. Un autre berceau, plus commode, sera d'ailleurs commandé et se trouve aujourd'hui au musée du Louvre.
- La couronne d'Étienne Bocskai (Krone Stefan Bocskais) : prince de Transylvanie à la suite d'une rébellion contre le pouvoir de l'empereur germanique, Étienne II Bocskai s'allie avec les Ottomans pour préserver son indépendance. Pour le féliciter, le sultan Ahmed Ier lui offre cette couronne d'origine persane. Modelée d'après les kamilavkions byzantins, elle est faite d'or et sertie de pierres précieuses. Elle sera apportée dans les collections en 1609, après la mort de son propriétaire.
- Le coupe de Bourgogne (Burgundischer Hofbecher) : objet de l'immense héritage des ducs de Bourgogne, il porte les emblèmes du duc Philippe le Bon. Il est taillé dans un grand morceau de cristal de roche, puis rehaussé d'or, de diamants et de perles. Il a été offert comme présent du roi Charles IX à l'archiduc Ferdinand pour avoir représenter le roi lors de son mariage avec l'archiduchesse Élizabeth.
- Un unguentarium en émeraude : commandée par l'empereur Ferdinand II au joaillier Dionyso Maseroni, il est fait d'une émeraude colombienne de 2680 carats (536 grammes) et constitue l'une des pièces les plus admirées du trésor au XVIIe siècle.
- Les ornements des divers ordres dynastiques autrichiens : ordre de la Toison d'or, ordre militaire de Marie-Thérèse, ordre de Saint-Étienne de Hongrie, etc.
- Plusieurs aiguières et soucoupes en or et argent massif originaires d'Espagne, utilisées lors des baptêmes
- Plusieurs pierres précieuses et bijoux d'exceptions dont particulièrement "La Bella", un zircon incrusté dans un sautoir en argent en forme d'aigle bicéphale

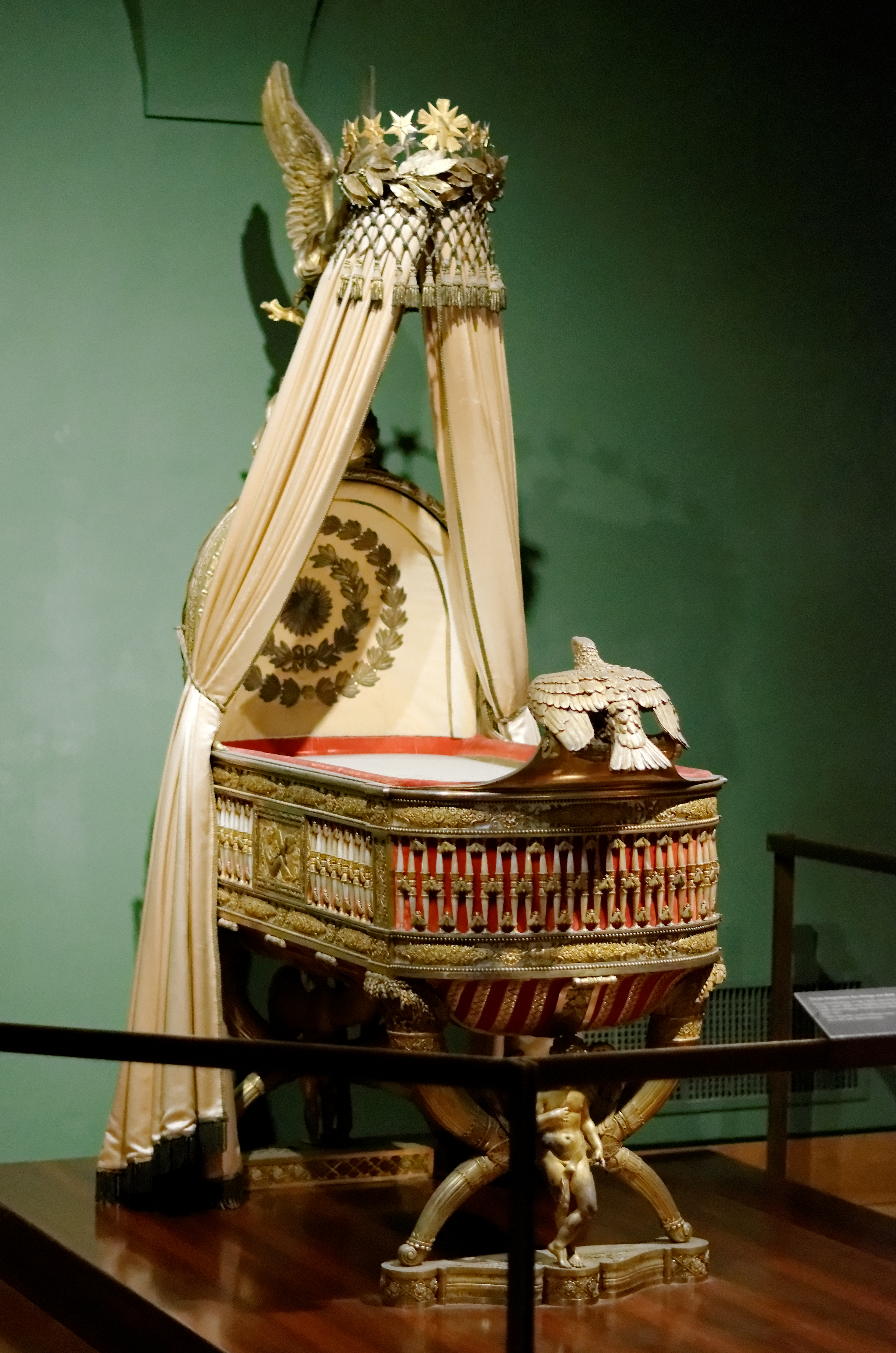
Berceau du roi de Rome
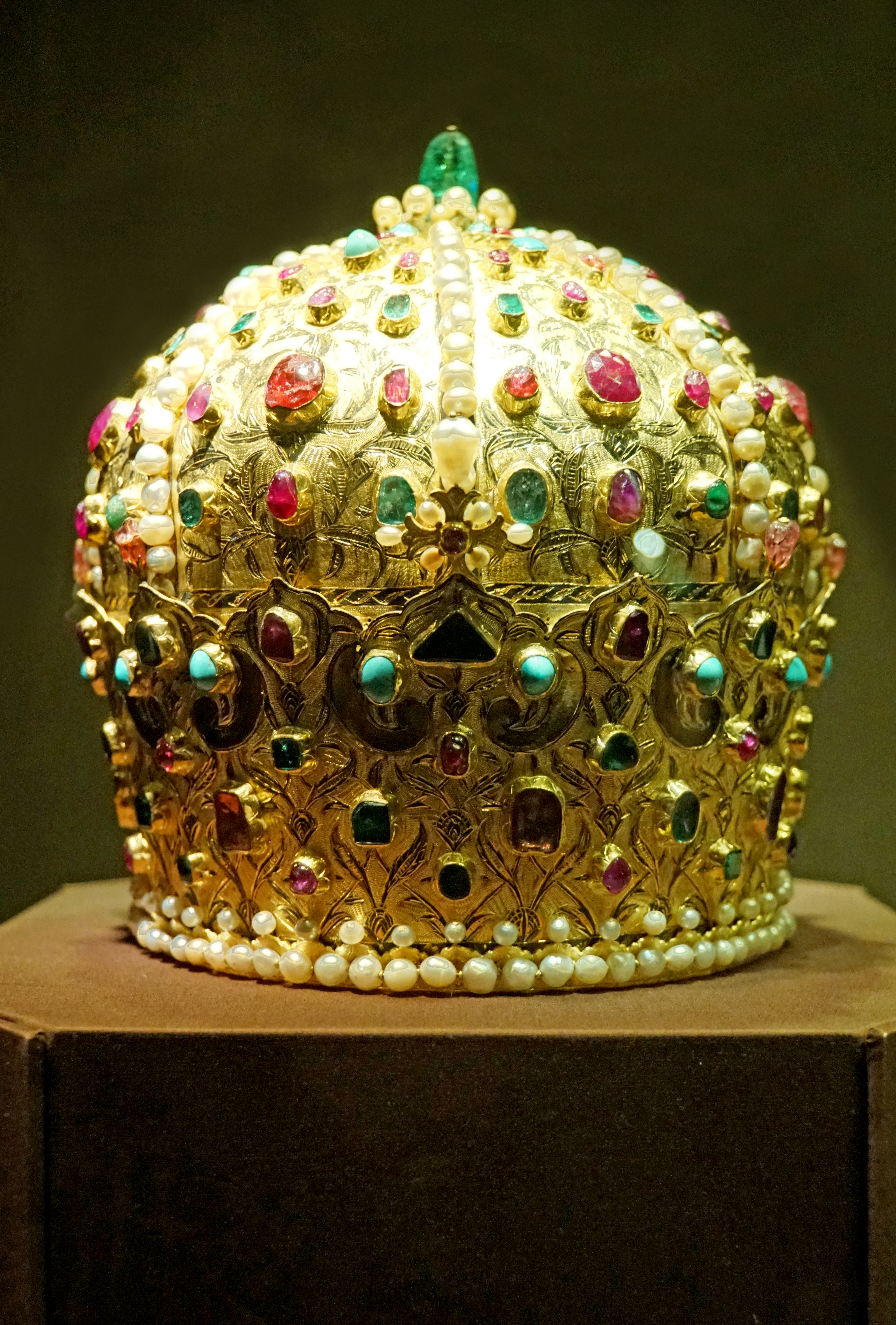
Couronne d'Étienne Bocskai
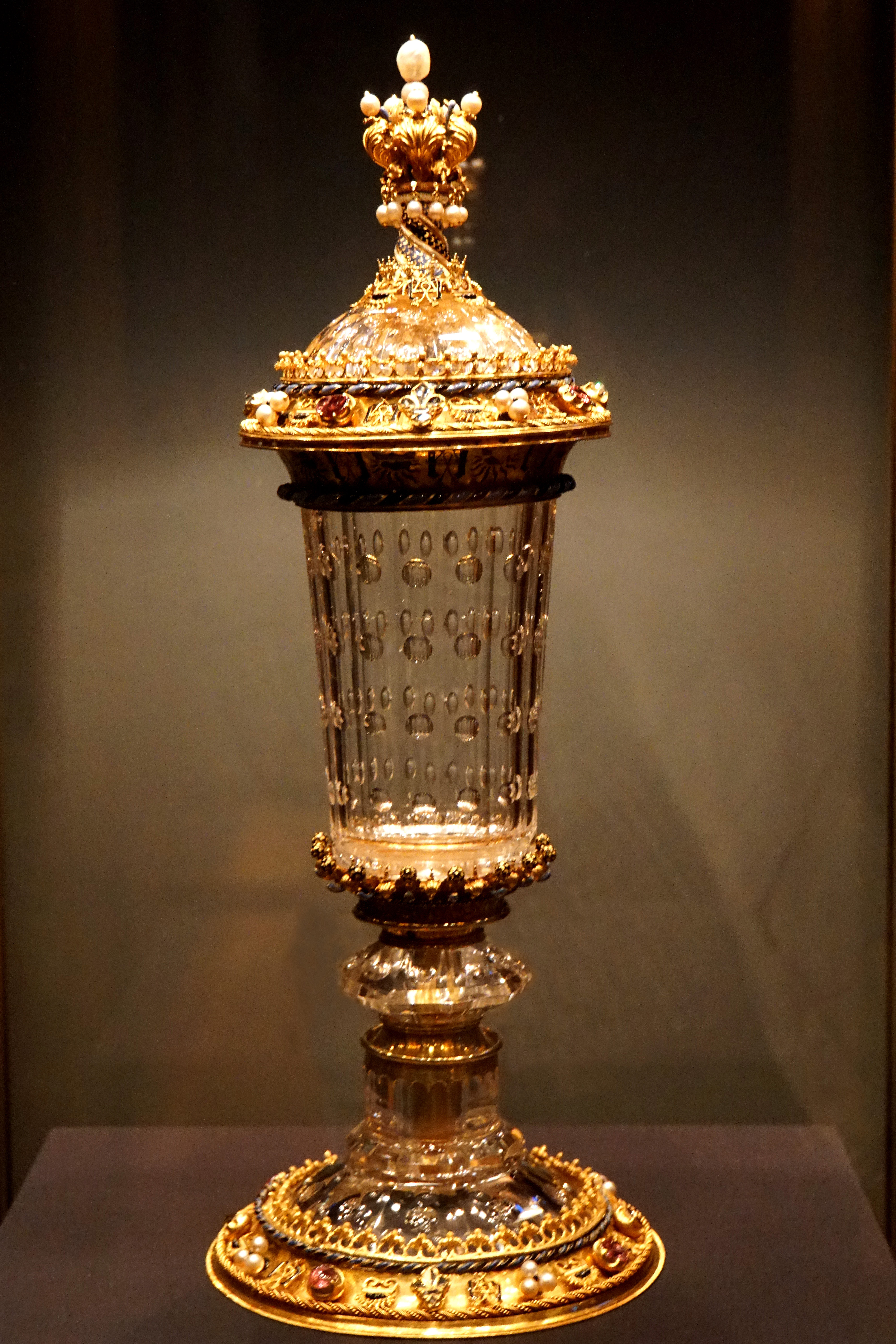
Coupe des ducs de Bourgogne
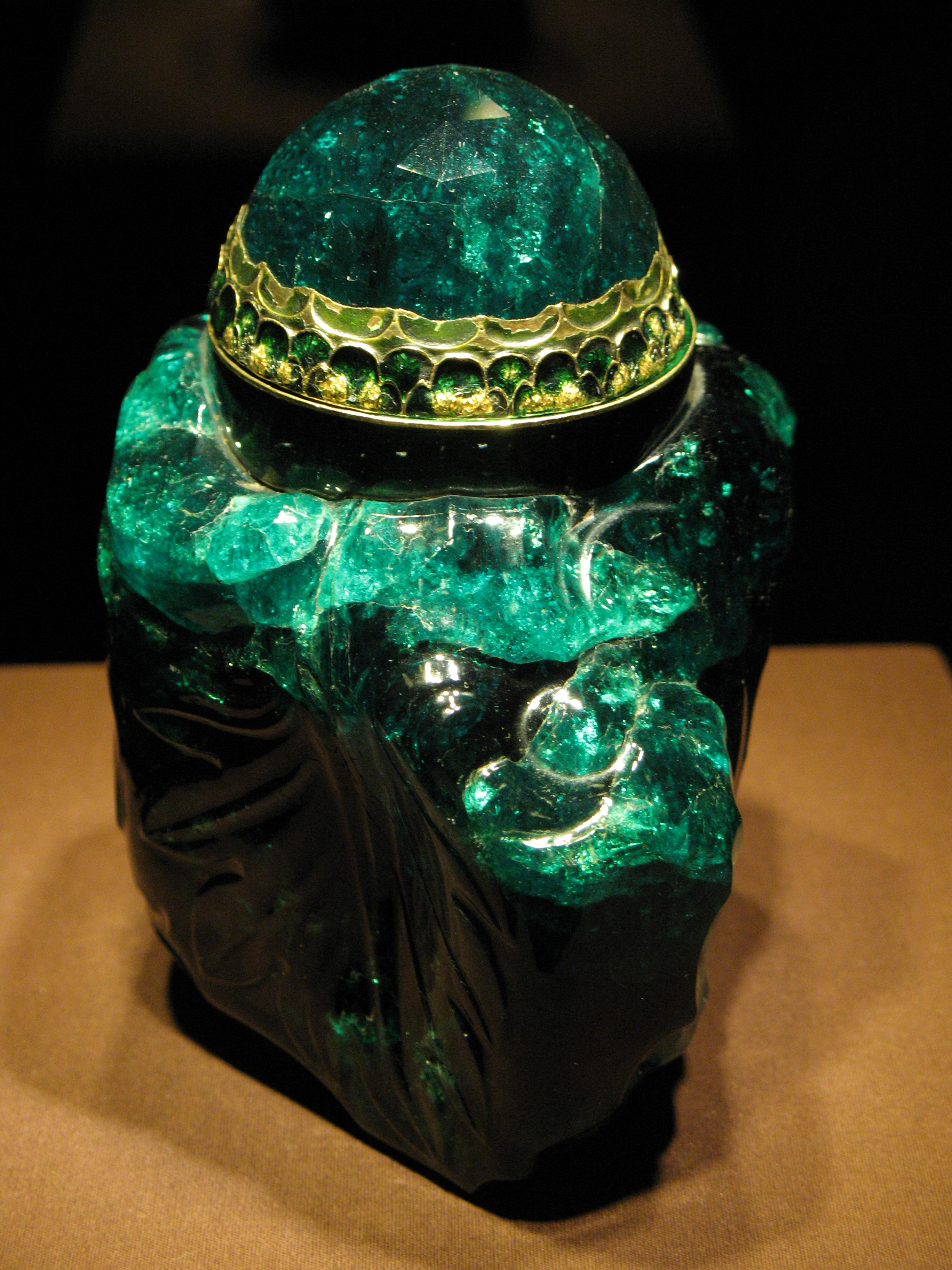
Unguentarium en émeraude
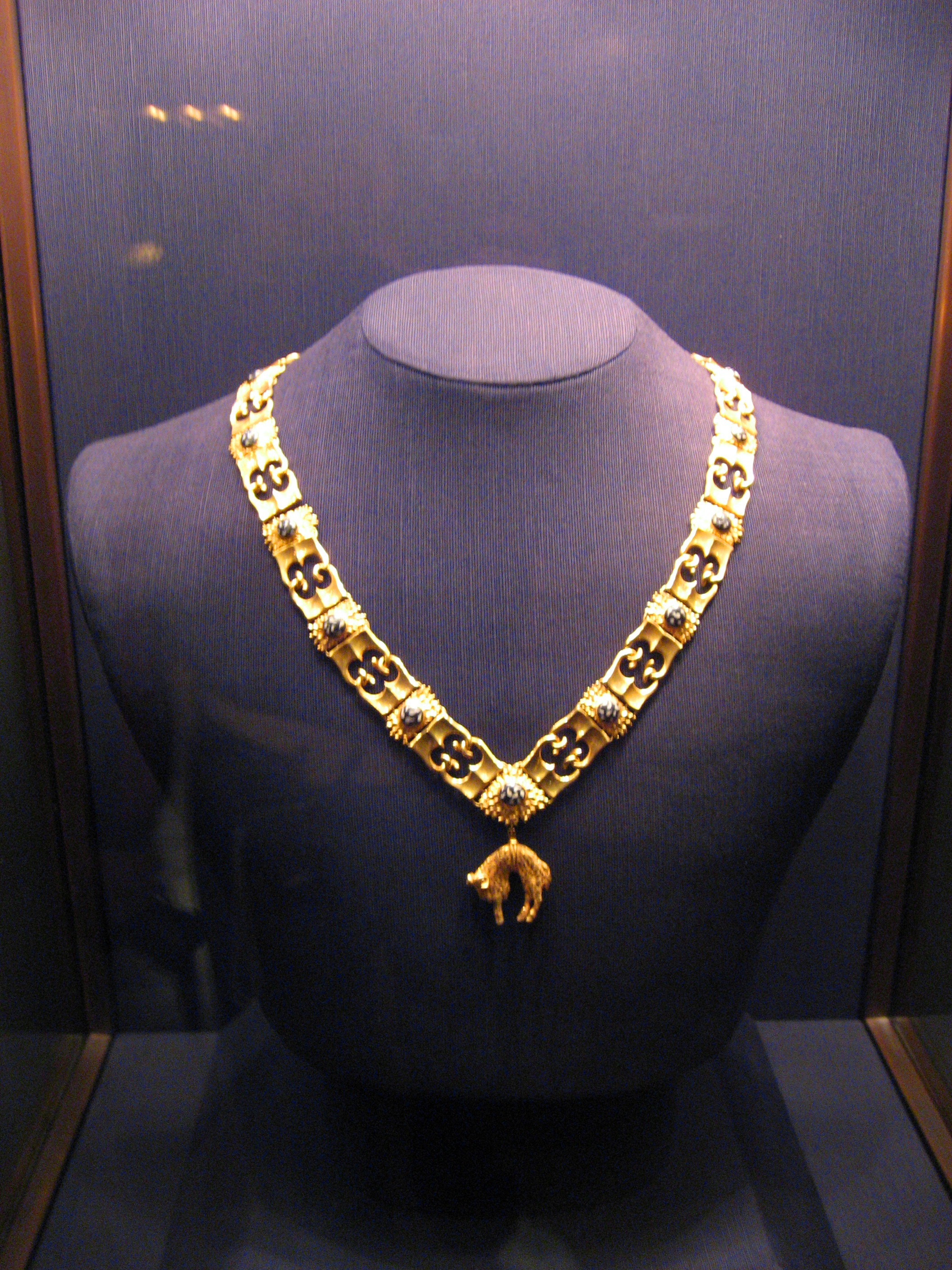
Collier de l'ordre de la Toison d'or
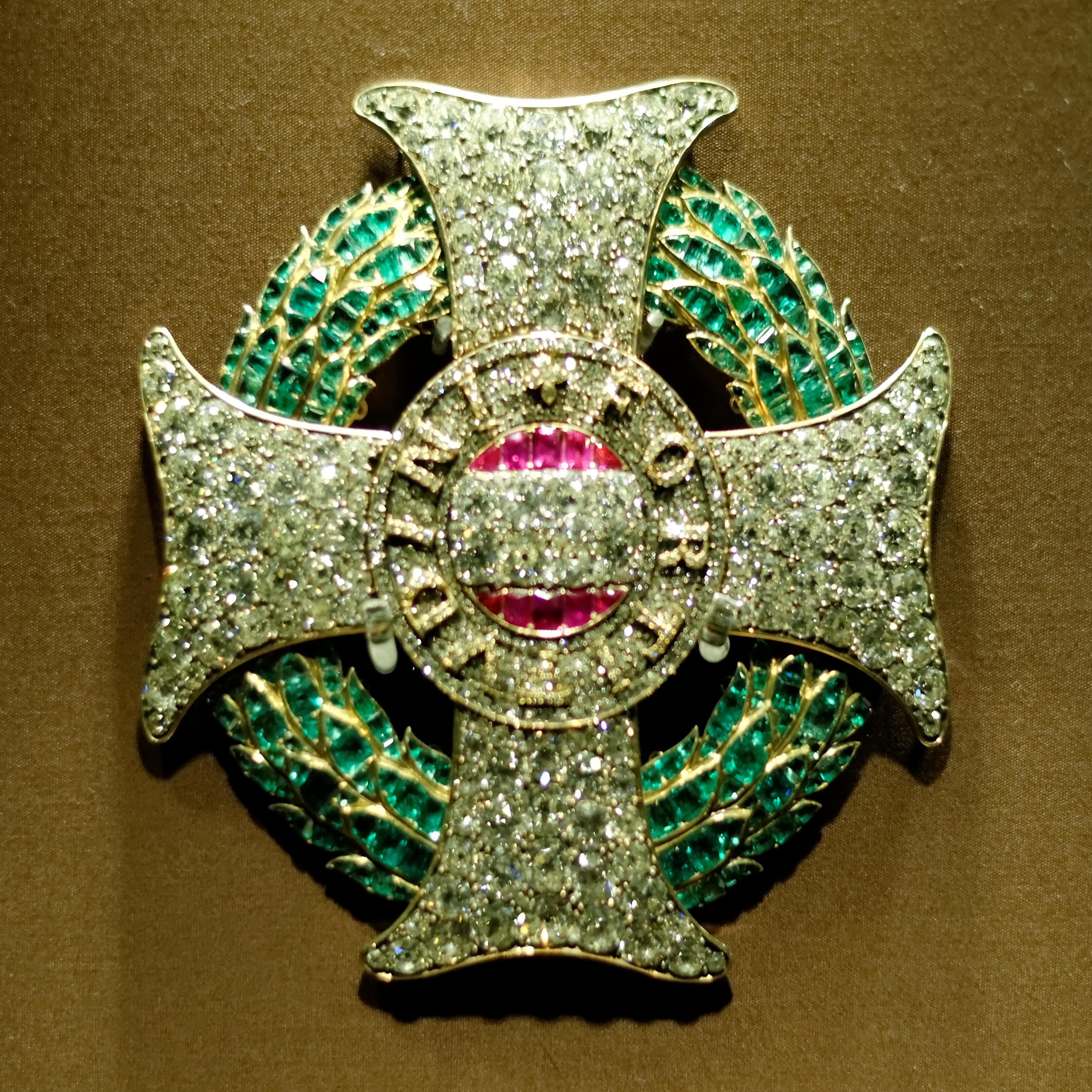
Grand-croix en diamant de l'ordre militaire de Marie-Thérèse
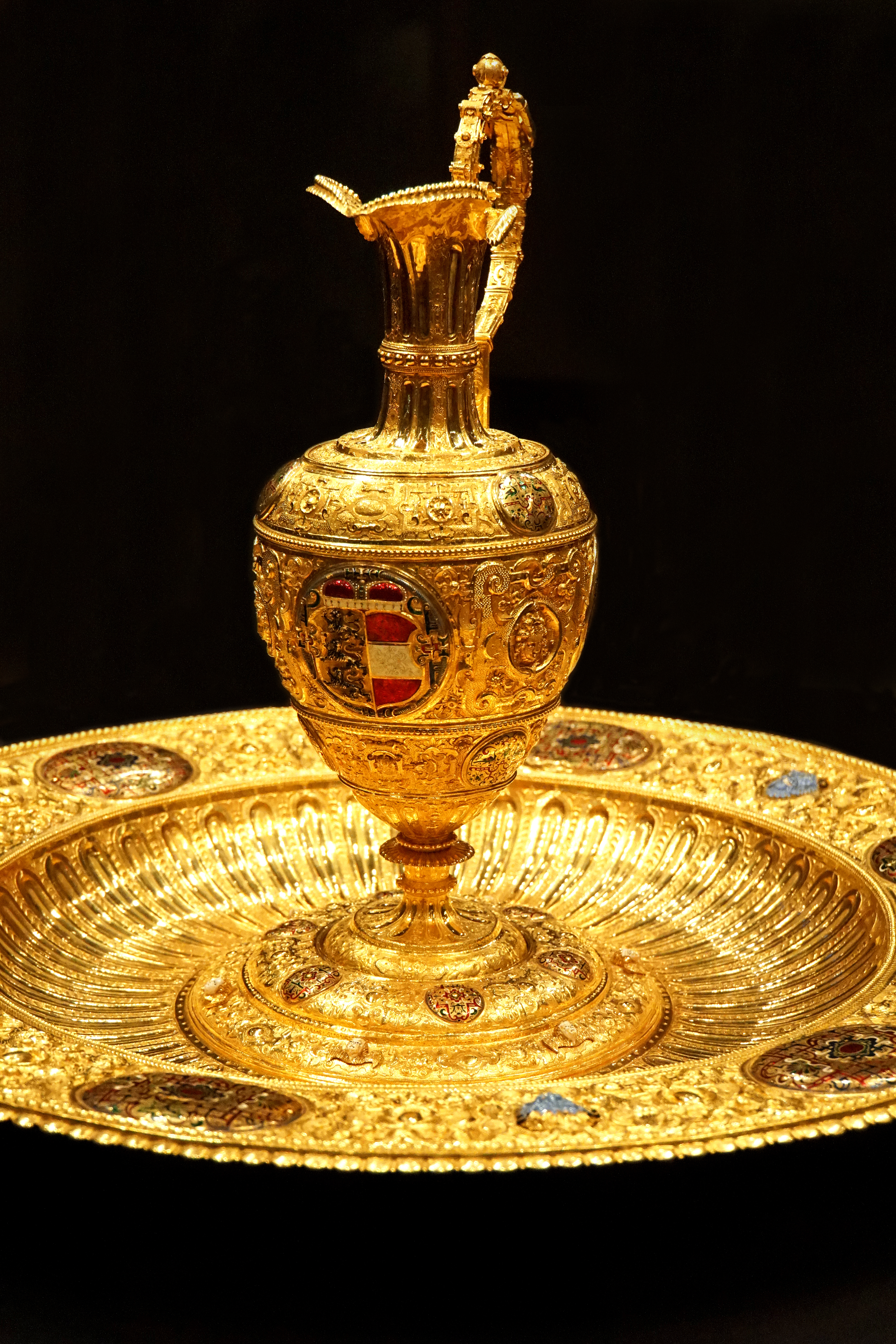
Aiguière et soucoupe en or
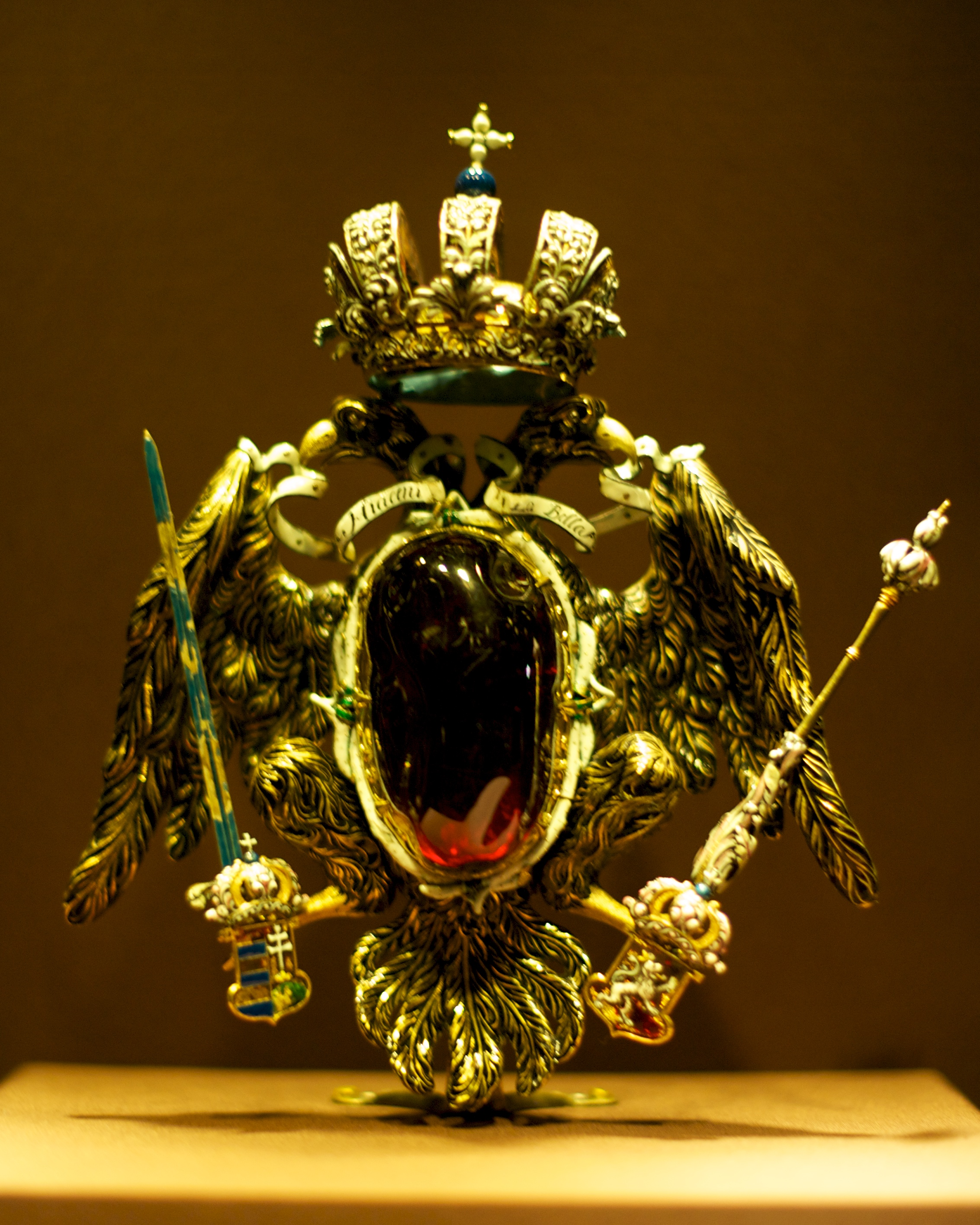
"La Bella"